# Cova de Voronia

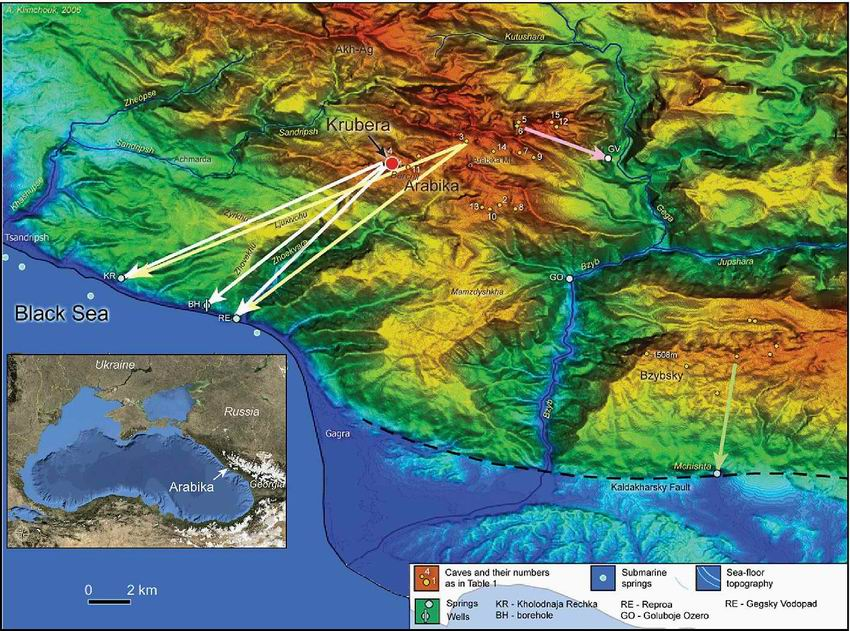
Mapa del massís d'Arabika, mostrant la localització de la cova de Krúbera i les seues ressurgències projectades

La cova de Voronia (rus: Крубера-Воронья), també coneguda com a cova Sibírskaya o cova de Krúbera, és la segona cova més profunda de la Terra just després de la cova Veryovkina. És una de les dues úniques coves superprofundes conegudes fins a data d'avui. Forma part del conjunt de coves del Massís d'Arabika situades a la serralada de Gagra (Caucas occidental). Es creu que es va formar durant la Crisi de salinitat del Messinià, quan el nivell de la mar Negra va baixar de forma dràstica. Administrativament pertany al districte de Gagra de la república autònoma d'Abkhàzia, Geòrgia.
La cova va ser descoberta l'any 1960 per una expedició soviètica. Presenta un desnivell de 2197 metres i està inundada a partir dels -2140. La profunditat actual la va establir l'espeleòleg ucraïnès Gennady Samokhin el 10 d'agost de 2012. Expedicions anteriors havien establert profunditats de 1710 metres (Rússia i Ucraïna, 2001), 2000 metres (Ucraïna, 2004), 2140 metres (2005, CAVEX), i 2190 metres (Ucraïna, 2009).
L'extrem inferior de la cova és accessible des de dues altres entrades del sistema de coves d'Arabika: la cova Kúibyshev i la fossa de Henrich, situades a la part baixa de muntanya. S'especula que hi pugui haver altres entrades a través de coves properes situades entre 100 i 200 metres al voltant. Per exemple, a través de la cova Berchill (100 metres per damunt), o d'algunes cavitats a 400 metres de profunditat sota la Mar Negra. En cas de complir-se aquestes hipòtesis podríem estar parlant d'una profunditat real de 2700 metres.

## Noms
Etimològicament "cova de Voronia" significa "cova del corb". Fins a l'any 1983 se la coneixia com a "cova Sibírskaya" (cova Siberiana) arran de les expedicions soviètiques provinents de les ciutats de Krasnoyarsk, Novosibirsk i Tomsk. Pel que fa al nom de "cova de Krúbera", es deu a nom del geògràf rus Aleksandr Krúber.

## Cronologia de les expedicions
Els moments més destacables en l'exploració d'aquesta cova són:
- 1960: descobriment de la cova per una expedició de l'URSS.
- 1980: una expedició russopolonesa descobreix tres coves del conjunt Arabika. Són la cova Siberiana, la fossa de Henrich i la cova de Berchill.
- Dècada de 1980: l'equip Kíev explora la cova fins als -340 m.
- 1999: el mes d'agost un equip ucraïnès descobreix una obertura a -230 m que es bifurca cap a dos nous conductes, un que arriba a -490 metres i l'altre, a -700.
- 2000: durant el mes d'agost el mateix equip ucraïnès segueix l'exploració fins als -1200 m.
- 2000: el mes de setembre els equips UkrSA i MTDE exploren fins als -1410 m.
- 2001: durant el mes de gener els equips UkrSA i CAVEX exploren una obertura fins als -1350 m. Després de superar un sifó inundat, aconsegueixen baixar fins als 1430 m, on troben un altre pas que els permet baixar fins als 1740 m.
- 2001: el mes d'agost l'equip UkrSA continua l'exploració de la part baixa de la cova.
- 2003: durant el mes d'agost els equips CAVEX i Kíev superen un sifó a -1.440 m i aconsegueixen baixar fins a 1660 m.
- 2004: durant el mes de juliol l'equip CAVEX descendeix a 1810 metres, on troba un nou sifó.
- 2004: el mes d'agost l'UkrSA troba un passadís a -1660 m i una galeria a -1824 m.
- 2004: durant el mes d'octubre l'UkrSA arriba als -2080 m.
- 2005: l'expedició de CAVEX es cancel·la per l'accident d'un helicòpter que els transportava, sense baixes.
- 2005: el mes de febrer l'UkrSA superà el sifó dels -1980 m.
- 2005: el mes de juliol CAVEX aconsegueix arribar als -2140 m. En aquesta expedició superaren 3 sifons per sota de -2000 metres.
- 2007: durant el mes de gener CAVEX explora fins a -2170 m.
- 2007: durant el mes de setembre UkrSA explora fins a - 2191 m.
- 2010: CAVEX Team troba entre 500 i 600 exemplars de noves espècies a -1600 m: la Schaefferia profundissima, i, a -1980 m, l'exemple de vida animal a més profunditat del món, el Plutomurus ortobalaganensis. L'anterior rècord (1986) el tenia, a -550 m, l'Ongulonychiurus colpus dels Picos d'Europa, a Astúries.[6][7][8]
- 2012: el mes d'agost, expedició "Towards the Centre of the Earth" dirigida per Aidas Gudaitis, espeleòleg lituà del club d'espeleologia Aenigma.[9]

- 2012: el mes d'agost una expedició internacional d'espeleologia dirigida per l'ucraïnès Jura Kasjan i composta per 59 persones de diversos estats, bat el rècord mundial de profunditat. L'ucraïnès Gennady Samokhin, que ja ho feu al 2007, fou el bus que hi arribà.[10][11]
- 2013: L'aventurer Jesús Calleja i el seu equip fracassen en l'intent de descens a -2080 m.[12] Queden atrapats nou dies a 1637 metres de profunditat.[5]

## Descobriments
L'agost de 2010 una expedició capitanejada per l'entomòloga portuguesa Sofía Reboleira i el biòleg espanyol Alberto Sendra va trobar-hi quatre nous tipus d'artròpodes, dos dels quals representen els trobats a major profunditat terrestre del planeta. Feien entre un i quatre mil·límetres i no tenien ulls ni pigmentació. L'espècimen trobat a més profunditat (1980 m) va rebre el nom de Plutomurus ortobalaganensis. Els altres tres, trobats a menys fondària, es van batejar com Anurida stereoodorata, Deuteraphorura kruberaensis i Schaefferia profundissima.
L'any 2015 l'equip de l'arqueòleg Sergio García-Dils hi va descobrir 12 noves espècies d'invertebrats.